# 서거정
서거정(徐居正, 1420년~1488년)은 조선 문종, 세조, 성종 때의 문신이며 학자이다. 본관은 대구, 자는 강중(剛中), 초자는 자원(子元), 호는 사가정(四佳亭) 혹은 정정(亭亭)이며, 시호는 문충(文忠)이다. 세종, 문종, 단종, 세조, 예종, 성종의 여섯 임금을 섬겼다.

## 생애
1444년(세종 26) 문과에 급제하여 사재감 직장(直長)을 지내고 이조 참의, 사헌부 대사헌(1478년), 의정부 좌찬성 등을 역임하였다. 1451년(문종 1) 사가독서(賜暇讀書)를 하고 집현전 박사(集賢殿博士)·부수찬(副修撰)·응교(應敎)를 역임하였다.
1456년(세조 2) 문과중시에 급제, 이듬해 문신정시에 장원했다. 후에 공조참의(工曹參議)가 되어 1460년 사은사로 명나라에 가서 그 곳 학자들과 문장과 시(詩)를 논하여 해동(海東)의 기재(奇才)라는 찬탄을 받았다. 귀국 후 대사헌이 되고 1464년 조선 최초로 양관 대제학(兩館大提學 : 홍문관과 예문관의 대제학을 겸함)이 되었으며 1466년 발영시에 또 장원, 이후 공조판서, 형조판서, 병조판서, 예조판서, 호조판서, 이조판서 등 6조(曹)의 판서를 두루 지내고 우참찬, 좌참찬, 우찬성 등을 두루 거쳐서 1470년(성종 1) 좌찬성(左贊成)에 올라 이듬해 좌리공신(佐理功臣) 3등으로 달성군(達城郡)에 봉해졌다.
여섯 왕을 섬겨 45년간 조정에 봉사하였고, 시문을 비롯한 문장과 글씨에도 능했으며, 시화(詩話)의 백미인《동문선(同文選)》과 설화집인 《필원잡기(筆苑雜記)》 등을 남겨 신라 이래 조선 초에 이르는 시문과 산문 문학을 집성했다.
문학 이외에도 여러 방면에 통달하여 세조 때 《경국대전》, 성종 때 《동국통감》, 《동국여지승람》 등 책의 편찬에 깊이 관여하였으며, 또한 왕명으로 《향약집성방》을 한글로 번역했다.
사후 문충(文忠)이라는 시호가 내려지고, 경상도 대구의 구암서원에 배향되었다. 서울 지하철 7호선의 사가정역은 그의 호를 따서 지은 이름이다.

## 가족 관계
- 할아버지 : 서의
  - 아버지 : 서미성
  - 어머니 : 권근의 딸 권씨
    - 누나 : 최항에게 출가
    - 형님 : 서거광
    - 형수 : 수원 백씨
    - 부인 : 김여회의 딸
    - 측실 : 이영근의 딸
      - 서자 : 서복경(徐福慶)